# 小行星14977
小行星14977（14977 Bressler）是一颗绕太阳运转的小行星，为主小行星带小行星。该小行星于1997年9月26日发现。

## 轨道参数
小行星14977的轨道半长轴为2.9192768 UA，离心率为0.088。